# دمیتری کلوکوف
دمیتری کلوکوف (روسی: Дмитрий Вячеславович Клоков؛ زادهٔ ۱۸ فوریهٔ ۱۹۸۳) وزنه‌بردار اهل روسیه است.
وی در مسابقات کشوری و بین‌المللی در مجموع برندهٔ ۲ مدال طلا، ۳ مدال نقره، ۲ مدال برنز شده‌است.